# 夏淳
夏淳（1918年—1996年），原名查强麟，男，北京人，中国话剧导演。曾任中国戏剧家协会理事。